# اجديات أولاد بوعيسة (بني منصور الشمالبة)
اجديات أولاد بوعيسة هو دُوَّار يقع بجماعة أولاد بوغادي، إقليم خريبكة، جهة بني ملال خنيفرة في المملكة المغربية. ينتمي الدوّار لمشيخة بني منصور الشمالبة التي تضم 4 دواوير. يقدر عدد سكانه بـ 326 نسمة حسب الإحصاء الرسمي للسكان والسكنى لسنة 2004.

## روابط خارجية
- البوابة الوطنية للجماعات الترابية
- المندوبية السامية للتخطيط